# Aeroportul Oudtshoorn
Aeroportul Oudtshoorn (IATA: OUH, ICAO: FAOH) este un aeroport din Provincia Western Cape, Africa de Sud.
Situat la o altitudine de 322 m, aeroportul dispune de o singură pistă.